# Kildrummy Castle
Kildrummy Castle ist eine Burgruine in der schottischen Council Area Aberdeenshire beziehungsweise im historischen Distrikts Grafschaft Mar nahe der Ortschaft Kildrummy. Sie war einst eine der mächtigsten Burgen des Landes und liegt etwa 30 Kilometer westlich von Aberdeen.
Kildrummy Castle ist als Scheduled Monument geschützt.

## Geschichte
Die schottischen Könige des 12. Jahrhunderts David I., Malcolm IV. und Wilhelm der Löwe versuchten, die Monarchie zu stärken. Geschickt setzten die Könige eigene Verwandte an entscheidende Positionen. So vergab Wilhelm der Löwe um 1170 die Lordschaft von Garioch an einen jüngeren Bruder. Um ein Gegengewicht zu der zugewanderten Familie der Earls of Fife zu bilden, die sich in Huntly Castle niedergelassen hatten, wurden jedoch auch die einflussreichen keltischen Mormaer of Mar in der Region unterstützt, die zu dieser Zeit im Doune of Invernochty residierten.
Erbaut wurde die Burg in der zweiten Hälfte des 13. Jahrhunderts, wahrscheinlich nach 1260, im Auftrag von Uilleam, Mormaer von Mar und mit königlicher Unterstützung. Sie lag strategisch bedeutend günstiger und sollte so die Herrschaft der Earls of Mar (und damit auch der Könige) sichern sowie wichtige Wege aus dem Süden in die Regionen Moray und Buchan kontrollieren. Der englische König Eduard I. war zweimal zu Gast, im Sommer 1296 und im Oktober 1303. Er zeigte ein persönliches Interesse an der Burg; Zahlungen an seinen Meisterarchitekten sowie bestimmte bauliche Ähnlichkeiten mit Harlech Castle und Conway Castle lassen auf eine Beteiligung schließen.
In den schottischen Unabhängigkeitskriegen war Robert the Bruce am 25. März 1306 zum König gekrönt worden. Im Herbst 1306 flüchtete seine Familie vor der Verfolgung durch die Engländer in die Burg. Doch im September belagerten die Engländer die Burg. Die Belagerung war trotz schwerem Belagerungsgerät erst erfolgreich, nachdem ein bestochener Hufschmied Feuer in der Burg gelegt hatte. Die Engländer zerstörten Teile der Burg und exekutierten alle Männer, darunter Nigel Bruce, einen Bruder des schottischen Königs. Seine Schwester Mary und seine Ehefrau Elizabeth de Burgh wurden gefangen genommen, seine Tochter Marjorie Bruce in ein Nonnenkloster geschickt.
Kildrummy Castle wurde repariert und 1335 erneut belagert, dieses Mal durch pro-englische Adelige unter der Führung von David of Atholl. Diese konnten von Andrew Moray vertrieben werden. 1357 erfolgte eine weitere Belagerung, diesmal durch die Truppen von König David II., die den abtrünnigen Thomas, 9. Earl of Mar besiegten. Im Rahmen seiner Bemühungen, die Macht des Adels einzuschränken, nahm Jakob I. im Jahr 1435 Kildrummy Castle in Besitz. Im Verlauf der folgenden Jahrzehnte wurde die Burg verstärkt und ausgebaut, im Jahr 1442 nahm Robert Erskine of that Ilk sie rechtmäßig in Besitz. Die Burg ging 1507 an Lord Elphinstone über. Dieser ließ einen zusätzlichen Turm errichten, der heute als Elphinstone Tower bekannt ist.
Im Aufstand von 1689 hielten Jakobiten die Burg besetzt, für die dabei entstandenen Beschädigungen erhielt John Erskine, 23. Earl of Mar eine Entschädigung von 900 £. Nach dem Jakobiten-Aufstand von 1715 ging der Earl of Mar ins Exil, die Burg blieb unbewohnt und begann zu verfallen. Die für den Bau verwendeten Steine waren von hoher Qualität, weshalb Kildrummy Castle in der Folge eine Zeitlang als Steinbruch diente. 1805 stürzte der Snow Tower in sich zusammen.

## Beschreibung

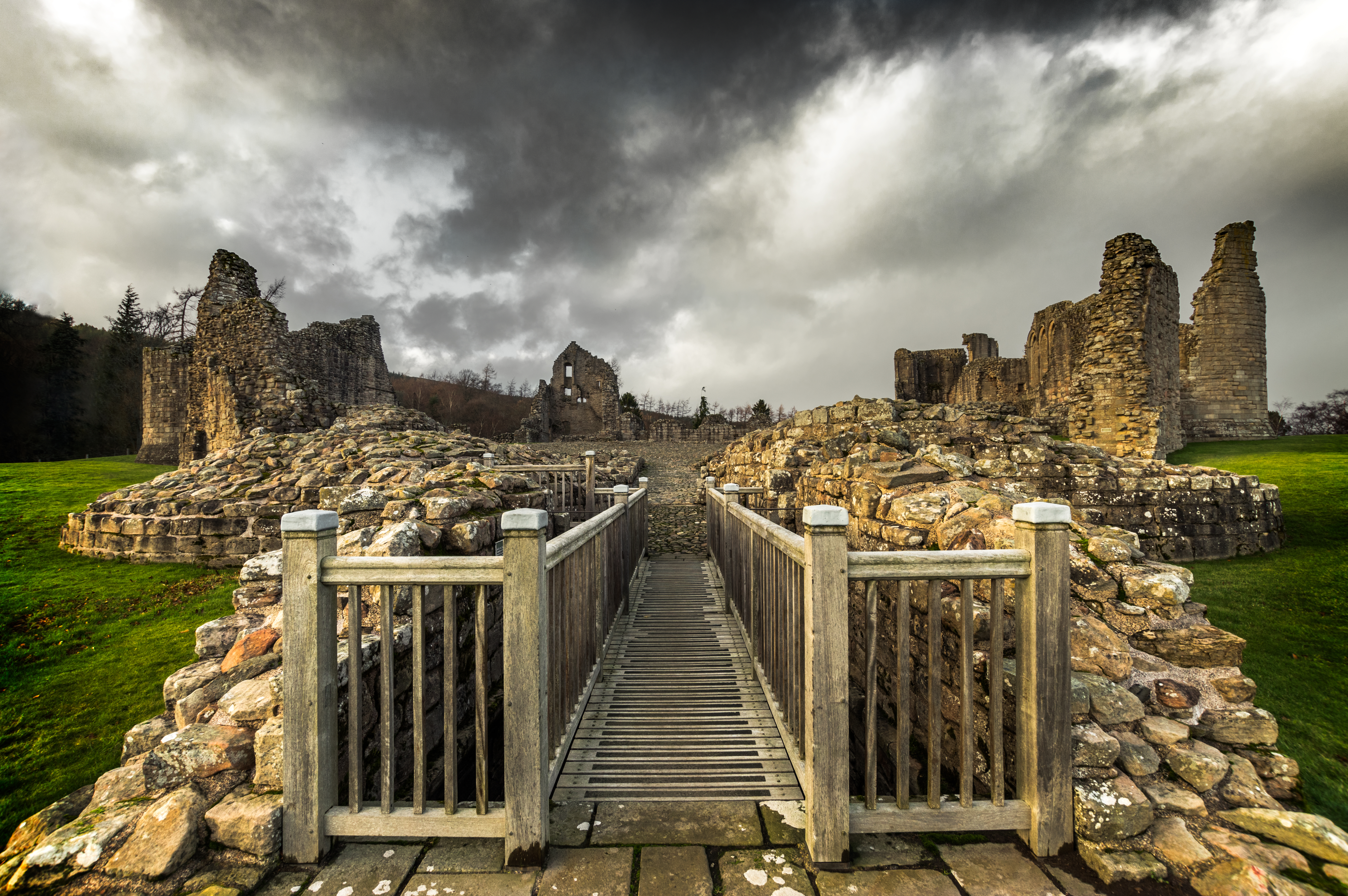
Kildrummy Castle

Die Burg hat die Form eines unregelmäßigen Fünfecks und misst etwa 60 × 70 Meter. Die beiden Ecken der Nordwand werden durch den „Snow Tower“ und den „Warden Tower“ gebildet. Den Abschluss im Süden bildet das doppeltürmige Torhaus; die dazwischen liegenden halbrunden Türme werden „Maldis“ und „Burges“ genannt. Die Basis aller Türme springt nach außen vor, die Wachstuben in ihnen enthalten sowohl Feuerstellen als auch Latrinen. Das Torhaus gleicht dem anderer Burgen vom Ende des 13. Jahrhunderts. Die gesamte Anlage war mit einem Burggraben umgeben, der im Osten der Burg heute noch gut erhalten ist. Bei einer Breite von 25 Metern war er bis zu 5 Meter tief und wurde am Torhaus von einer hölzernen Zugbrücke überspannt. Das Vorwerk vor dem Torhaus wurde im 15. Jahrhundert hinzugefügt.
„Warden Tower“ ist der am besten erhaltene Teil der Burg. In seiner Basis war das Gefängnis untergebracht, der Zugang zu den oberen Stockwerken erfolgte über außen liegende hölzerne Treppen. Er diente dem Hüter der Burg als Quartier, war in Kriegszeiten aber Bestandteil der Verteidigungsstellungen. „Elphinstone Tower“ ist ein nachträglich eingefügtes, drei Stockwerke hohes Tower House. Zusammen mit „Snow Tower“ und der „Great Hall“ bildeten diese drei Gebäude den Wohnbereich der Burg, wobei in der Basis des „Snow Tower“ ein Brunnen existierte; die Gewölbekeller der „Great Hall“ dienten als Lagerräume. Küche und Backstube waren als kleinere Gebäude außen angebaut.

## Die Burg heute
Im Jahr 1898 kaufte Colonel James Ogston die Burg, um sie zu restaurieren, und errichtete um 1900 auf dem Gelände der Burg ein Wohnhaus. Die Restaurierungsarbeiten wurden mit seinem Tod 1931 eingestellt, die Ruinen von Kildrummy Castle gingen 1951 in den Besitz des Staates über und werden heute von Historic Scotland betreut. Das Wohnhaus wurde 1978 in ein Hotel umgewandelt.